# KMF Tango
Il Klub Malog Fudbala Tango, noto come Tango Sarajevo per ragioni di localizzazione geografica, è una squadra bosniaca di calcio a 5 con sede a Sarajevo Est.

## Storia
La società è stata fondata nel 2011 a Sarajevo Est, la parte della capitale amministrata dalla Repubblica Serba di Bosnia ed Erzegovina. Ancor prima di debuttare nei campionati statali, il Tango vince la Coppa serbo-bosniaca e quindi quella nazionale, superando in finale il Bosna Kompred. Nella stagione 2011-12 la squadra vince
il girone orientale della seconda serie serbo-bosniaca ottenendo la promozione. La stagione seguente il Tango vince dapprima la Superliga serbo-bosniaca e quindi i play-off nazionali per l'assegnazione del titolo. Nel 2013-14 la squadra partecipa al primo campionato unificato della Bosnia ed Erzegovina e debutta inoltre nelle competizioni continentali. La sorprendente qualificazione al turno élite della Coppa UEFA 2013-14, ottenuta a discapito dei quotati georgiani dell'Iberia Star, stabilisce un traguardo tuttora ineguagliato da una formazione bosniaca.

## Palmarès
- Campionato bosniaco di calcio a 5: 1

2012-13
- Coppa di Bosnia ed Erzegovina: 3

2010-11, 2012-13, 2013-14